# 1-Brombutan
1-Brombutan ist eine chemische Verbindung aus der Gruppe der aliphatischen, gesättigten Halogenkohlenwasserstoffe und gehört zur Gruppe der Butylbromide.

## Gewinnung und Darstellung
1-Brombutan kann durch Bromierung von 1-Butanol mittels Bromwasserstoffsäure oder Phosphortribromid gewonnen werden.
Auch die Bromierung mit Natriumbromid und Schwefelsäure liefert 1-Brombutan.

## Eigenschaften
1-Brombutan bildet leicht entzündliche Dampf-Luft-Gemische. Die Verbindung hat einen Flammpunkt bei 12 °C. Der Explosionsbereich liegt zwischen 2,6 Vol.‑% (145 g/m3) als untere Explosionsgrenze (UEG) und 5,6 Vol.‑% als obere Explosionsgrenze (OEG). Die Zündtemperatur beträgt 265 °C. Der Stoff fällt somit in die Temperaturklasse T3.

## Verwendung
1-Brombutan kann zur Alkylierung und zur Herstellung von Butyllithium aus Grignard-Verbindungen verwendet werden. Durch Reaktion von 1-Brombutan mit Quecksilber(II)-fluorid kann 1-Fluorbutan gewonnen werden.